# Aztlán
Aztlán ('lloc de blancor' o 'lloc de les garses', del nàhuatl azta=ocells + tlan (tli)=lloc d'origen) és la llar ancestral llegendària dels asteques/mexiques. És representat com una illa en un llac localitzat en el que ara és el nord de Mèxic (o possiblement el sud-oest dels Estats Units), des del qual els primers mexiques van emergir al principi del quart món. La paraula asteca, rarament emprada pels mexiques per a descriure's a si mateixos, deriva de la paraula Aztekatl, que significa "d'Aztlán".
Les característiques d'aquest lloc tenen un rol que no va més enllà de la llegenda de la qual diu que el déu Huitzilopochtli els va ordenar que partissin des d'Aztlán i s'assentessin en un lloc on haurien de trobar un llac, i dins del llac un illot amb una pedra, sobre la pedra un cactus i en aquest una àguila devorant una serp, per la qual cosa les tribus asteques migrants van localitzar i s'hi van assentar a la vall de Mèxic, on van fundar Tenochtitlán (també una illa en un llac, la reproducció de la seva llar original) en una migració que va començar en 1116.
Durant la conquesta espanyola de Mèxic, la història d'Aztlán va guanyar importància i va ser divulgada per Fra Diego Durán (1581) i altra gent com una mena de paradís o Edén, lliure de malaltia i de mort, que havia existit en alguna regió del llunyà nord. Aquestes històries van ajudar a iniciar expedicions dels castellans en el que ara és el sud-oest dels Estats Units.
Aztlán també dona el seu nom a diversos moviments polítics hispànics als Estats Units, com el consell revolucionari i Govern provisional d'Aztlán i de METXA, també conegut com a Moviment Estudiantil Chicano d'Aztlán. Aztlán es refereix sovint a ambicions irredentistes d'independència o bé d'unió amb Mèxic per als estats al sud-oest dels EUA, territoris que Mèxic havia controlar abans del Tractat de Guadalupe Hidalgo el 1848.